# Нахаль-Сорек (региональный совет)
Нахаль-Сорек (ивр. נחל שורק‎) — региональный совет в Центральном округе Израиля, основанный в 1950 году.
В состав регионального совета входит 7 общин: 1 кибуц, 4 мошава, и 2 общинных поселения.
Местом размещения офиса регионального совета является общинное поселение Яд-Биньямин.

## История
Региональный совет был создан в 1950 году на базе двух мошавов (Бней-Реим и Йесодот) и одного общинного поселения (Яд-Биньямин). На территории совета проживают в основном представители ультраортодоксальной общины: харедим и литваки. На территории регионального совета размещаются многочисленные религиозные йешивы: йешива Шаарей-Шмуот (большая йешива Литваков), йешива Торат-ха-Хаим (йешива религиозных сионистов во главе с раввином Шмуэлем Талем), йешива со средней школой Цвия, йешива литваков Бней-Реим и хасидская йешива Белз.
Название совета было дано по названию протекающей по территории совета реки Нахаль-Сорек.

## Население
По статистическим данным Центрального статистического бюро Израиля население регионального совета на 2024 год составляет 10 287 человек.

## Границы совета
Региональный совет Нахаль-Сорек ограничен следующими административными единицами:
- С севера: Мазкерет-Батья, Гедера и региональный совет Бренер
- С востока: Региональный совет Мате-Йехуда и региональный совет Гезер
- С юга: Региональный совет Мате-Йехуда и региональный совет Йоав
- С запада: Региональный совет Беэр-Товия

## Главы совета
- Ицхак Гросс (1950—1985)
- Мордехай Хониг (1985—1999)
- Эли Аскозидо (1999 — ?)דבר ראש המועצה (ивр.). Архивировано 2 марта 2017 года.
- Шай Райхнер[ивр.] (2021 -)